# Castillo de Estremoz
El Castillo de Estremoz, en el Alentejo, está situado en la ciudad de Estremoz, parroquia de  Santa María, distrito de Évora, en Portugal.
Fue construido en una colina al norte de la cordillera de Ossa y su función primitiva fue la defensa de esta callejuela del Alentejo. Convertida más tarde en una de las plazas más importantes de la región del Alentejo, Estremoz estuvo vinculada a varios de los episodios militares más decisivos de la historia de Portugal. También dio nombre a uno de los despliegues militares más activos del país, con una acción decisiva en el Brasil colonial, el Regimiento de Estremoz. También cabe destacar que en 1336, la Reina  Santa Isabel murió.
Es, junto con Elvas, una de las plazas más importantes del Alentejo, sobre todo durante la Guerra de Restauración portuguesa, cuando también sirvió de cuartel general de las tropas portuguesas.
Desde el siglo XII, el castillo ha sido objeto de varias mejoras a lo largo del tiempo, pero especialmente durante este período debido a su estrecha ubicación con el reino de España. Durante el Sitio de Elvas (1644), que terminaría con la Batalla de las Líneas de Elvas al año siguiente, fue de Estremoz de donde partió la mayor parte del ejército portugués en busca de ayuda.
En 2014, el Castillo de Estremoz se integró en un nuevo proyecto del Ministerio de Defensa Nacional, creado con el apoyo del Turismo de Portugal, llamado Turismo Militar, que presenta rutas históricas basadas en héroes portugueses.

## Historia

### Antecedentes
No hay información adicional sobre la primitiva ocupación humana de su sitio, aunque en la época de la invasión romana de la península ibérica adquirió importancia y fue posteriormente ocupada por los musulmanes, que la habrán fortificado.

### El castillo medieval
Cuando la reconquista cristiana de la península ibérica, lo habría sido al mismo tiempo y por las mismas fuerzas con las que Geraldo Sempavor gobernó sobre la vecina Évora (1165). Perdida su posesión poco después, Estremoz no se incorporaría definitivamente al dominio portugués hasta mediados del siglo XIII, bajo el reinado de  Sancho II (1223-1248), cuando se iniciaron los trabajos de reconstrucción del castillo. Bajo el reinado de  Alfonso III (1248-1279), con el fin de aumentar su población y su defensa, este soberano concedió una carta a la ciudad en 1258, determinando la reconstrucción y el fortalecimiento de las defensas, así como la construcción de la muralla de la ciudad. En esta época, alrededor de 1260, se erigió la torre del homenaje.
Las obras de construcción de las murallas continuaron bajo el reinado de  D. Dinis (1279-1325), el monarca que erigió el Palacio Real cerca del castillo. Aquí, en el Palacio, murió la  Reina Santa Isabel (4 de julio de 1336), y su cuerpo fue posteriormente trasladado al Convento de Santa Clara-a-Velha de Coímbra. Aún viva, había evitado, aquí en Estremoz, un inminente enfrentamiento entre su hijo Afonso IV y el rey Alfonso XI de Castilla.
.

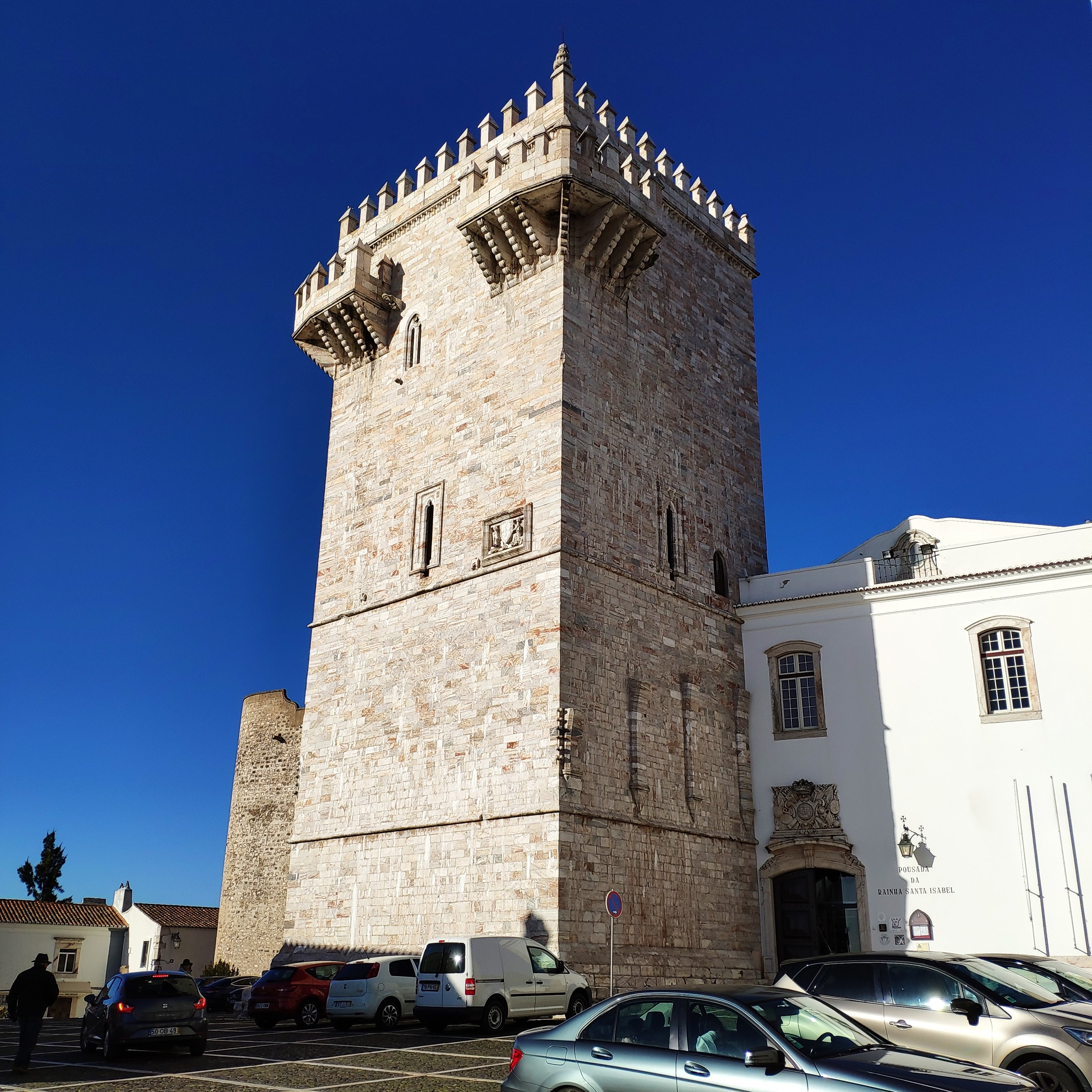
Castillo de Estremoz, Portugal: Torre del homenaje (Torre de las Tres Coronas)

La torre del homenaje fue terminada bajo el reinado de Fernando III de Portugal (1367-1383), alrededor de 1370. En el momento de la crisis de 1383-1385 en Portugal, el alcalde Juan Méndez de Vasconcelos, tomó partido por Castilla. Fue convocado por la población para abandonar el castillo, que lo entregó al escudero Martim Pires en nombre del Maestro de Avis. En 1384, el condestable Nuno Álvares Pereira instaló aquí su cuartel general, desde donde las fuerzas portuguesas bajo su mando saldrían para combatir y ganar al ejército castellano en la batalla de los Atoleiros.
La ciudad recibió de D. Manuel I (1495-1521) el Foral Novo (1512).
En la Crisis sucesoria portuguesa de 1580, el Castillo de Estremoz y su cacique permanecieron fieles a D. Antonio, prior de  Crato. Mientras tanto, las tropas castellanas bajo el mando del Duque de Alba invadieron Portugal, sitiando Estremoz, la única plaza del Alentejo que resistió. Ante la desproporción de fuerzas y las graves consecuencias que podían llegar a la aldea y a su población, el jefe de Estremoz, el almirante D. João de Azevedo, se rindió, quedando prisionero en el Castillo de Vila Viçosa.

### Desde la Guerra de Restauración hasta nuestros días

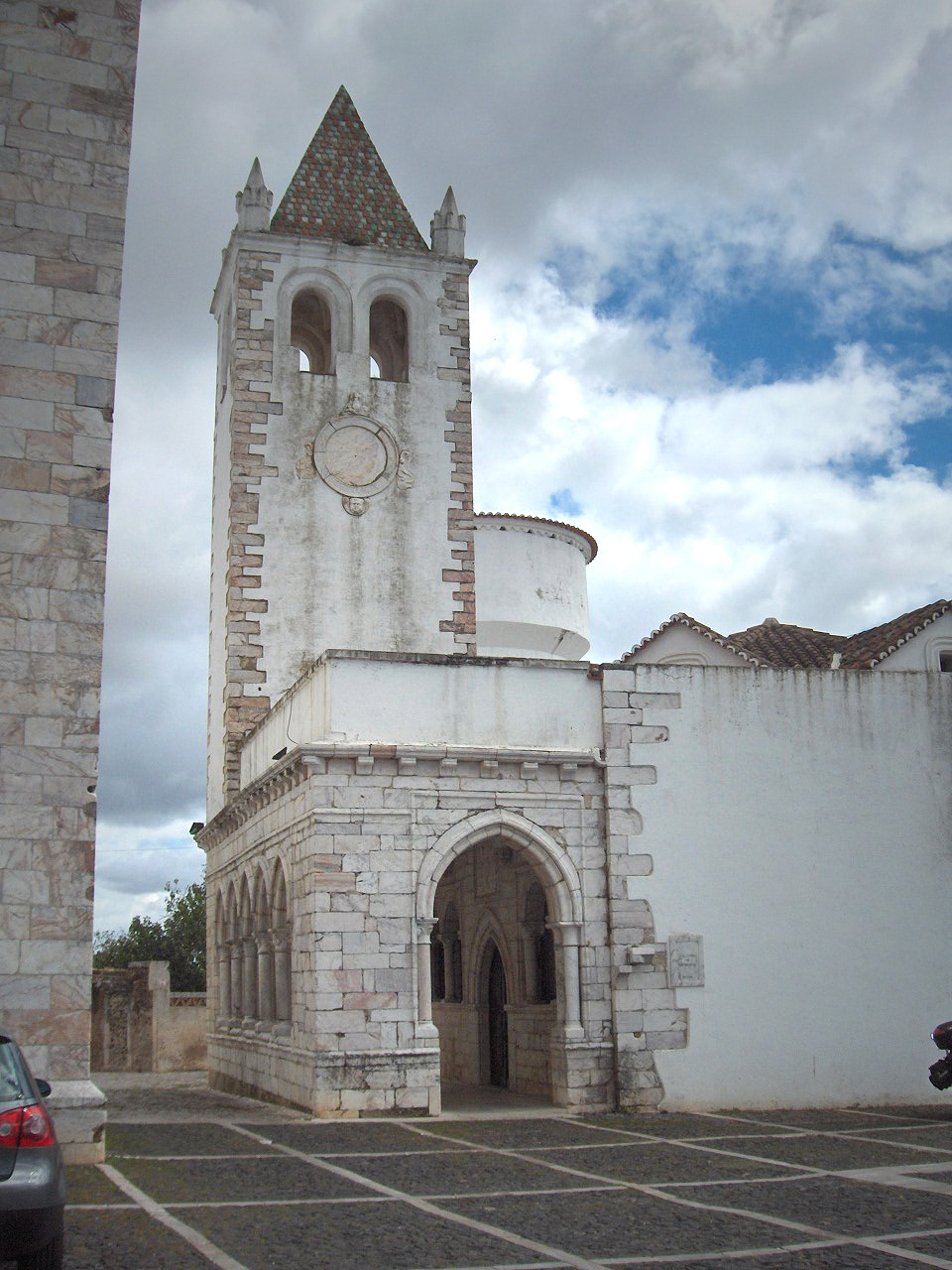
Castillo de Estremoz, Portugal: Torre sineira y Paço da Audiência.

Con el advenimiento de la Restauración de la Independencia (1640), durante los combates que siguieron, Estremoz volvió a servir como cuartel general de las tropas portuguesas. Sus despliegues fueron decisivos para la victoria portuguesa en la batalla de las Líneas de Elvas (1659), repitiéndose la misma en la batalla de Ameixial (1663) y en la batalla de Montes Claros (1665), que puso fin a la Guerra de Restauración. Para ello, una comisión compuesta por los ingenieros militares João Pascácio Cosmander, Rui Correia Lucas y Jean Gillot fue encargada por el Consejo de Guerra de D. João IV de inspeccionar las plazas de guerra del Alentejo, promoviendo en ellas las obras necesarias (1642).
Las defensas de Estremoz y su castillo fueron modernizadas bajo el diseño y la guía de Cosmander. Tras su muerte en 1648, Nicolau de Langres, con la ayuda de Pierre de Saint-Colombe, se encargó de las obras (1662?), que incluían la construcción de cuatro baluartes, dos semibaluartes y un revelim, reforzado más tarde por otras líneas fortificadas, a saber, la de la llamada Plaza Baja.
Todavía en la época de la Restauración y en agradecimiento por las victorias portuguesas sobre las fuerzas españolas en el Alentejo, la Reina Regente D.Luísa de Gusmão, madre de D.Afonso VI, hizo de las habitaciones en las que había muerto la Reina Santa Isabel una capilla.
En el siglo XVIII, continuaron las obras de fortificación, marcadas a partir de 1736 por la reconstrucción del antiguo Palacio Real, recalificado para albergar los Almacenes, con diseño de António Carlos Andreis. Entre 1738 y 1742, en el nuevo e imponente edificio de estilo barroco, D. João V (1706-1750) fundó la Sala de Armas, uno de los más famosos museos de armería del continente europeo, y mejoró mucho la Capilla de la Reina Santa Isabel.
En el siglo XIX, asistió a las fuerzas portuguesas sitiadas en la Praça-forte de Elvas durante la llamada Guerra das Laranjas (1801), y pronto fue ocupado por las tropas francesas bajo el mando del General Kellerman, que lo abandonó el 12 de julio de 1808, durante la Guerra Peninsular. Algunas décadas más tarde, durante las guerras liberales, las fuerzas migratorias asesinaron a 39 liberales que estaban detenidos en las mazmorras de Estremoz.
La paz y la evolución urbana pasaron factura a las defensas de Elvas, tanto las de la Edad Media como las de la Restauración. Por ejemplo, para la implantación de la estación de ferrocarril en el centro del pueblo se demolió una gran parte del muro norte. El 17 de agosto de 1898, una violenta explosión en uno de los almacenes de pólvora causó graves daños en la estructura de los almacenes (antiguo Palacio Real) y en el castillo medieval.
A principios del siglo XX, todo el castillo, las murallas de la ciudad, la llamada Torre das Couraças y la Capilla de la Santa Reina, fue clasificada como Monumento Nacional desde que se publicó un Decreto el 23 de junio de 1910. Sin embargo, la acción del poder público sólo se sentiría cuando una intervención de consolidación y conservación fuera iniciada por la DGEMN en 1939. El mismo organismo promovería los trabajos de reparación de los tejados en 1961. Sin embargo, entre 1967 y 1988 tendría lugar una importante intervención con el fin de recalificar el espacio de los Almacenes (antiguo Palacio Real) para las funciones de la posada.
Actualmente, el monumento cumple la función turística (la Pousada da Rainha Santa Isabel), cultural (Galería de Dibujos del Municipio de Estremoz, en el antiguo Salón de Audiencias D. Dinis) y religiosa (Capilla de Santa Isabel).

## Características

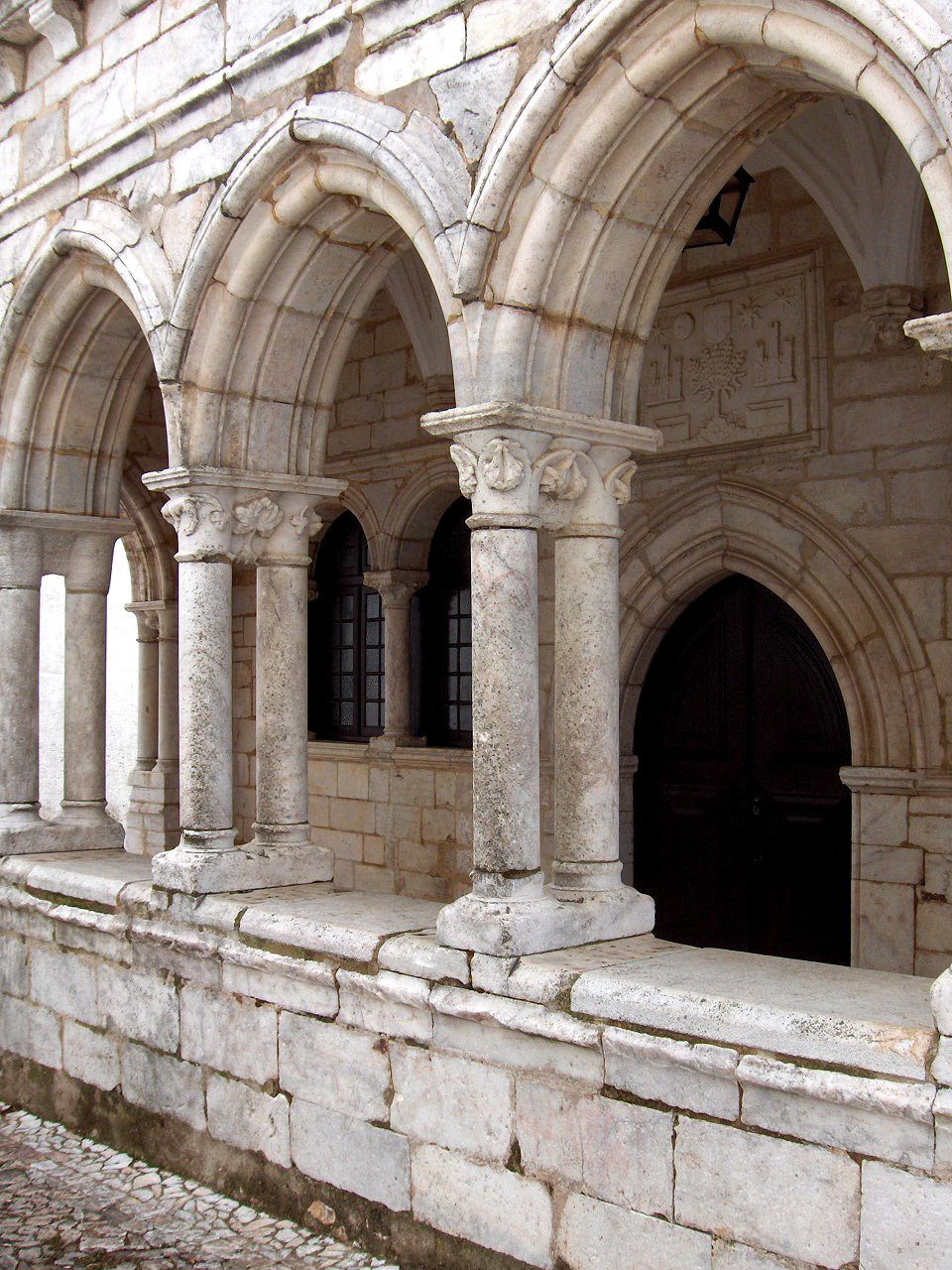
Castillo de Estremoz, Portugal: Arco gótico del Paço da Audiiência.

Toda la Praça-forte de Estremoz tiene una planta pentagonal orgánica, adaptada a la conformación del terreno.
El castillo medieval está situado en la cima de una colina de piedra caliza, identificando elementos de los estilos gótico, moderno y neoclásico. Está rodeada por una baja valla amenazada, atravesada por un amplio adarve, reforzado con cuatro cubos semicilíndricos. En el lado sur, está la Torre de Menagem, también conocida como Torre dos Três Reis o Torre das Três Coroas. Con 27 metros de altura, coronada por merlones prismáticos, es desgarrada por tres contadores amenazados, con matacanes, basados en ménsulas. En el interior de la torre, dividida en tres pisos, destaca la amplia sala del segundo piso, de planta octogonal y cubierta por una bóveda polinervada.
En la valla de la ciudad, destacan la Porta de Santarém y la Porta da Frandina. Dentro de los muros, se encuentra la imponente galería ojival de la Casa de la Audiencia, con doble arco soportado por columnas de mármol con capiteles históricos, que contiene el antiguo escudo de la ciudad. De la época de D. Manuel I, se conserva el antiguo granero común, cubierto por una bóveda de crucería ojival, y la Torre do Relógio.